# Amblymora fergussoni
Amblymora fergussoni är en skalbaggsart som beskrevs av Stefan von Breuning 1970. Amblymora fergussoni ingår i släktet Amblymora och familjen långhorningar. Inga underarter finns listade i Catalogue of Life.